# Panorama (magazine italien)
Pour les articles homonymes, voir Panorama (homonymie).

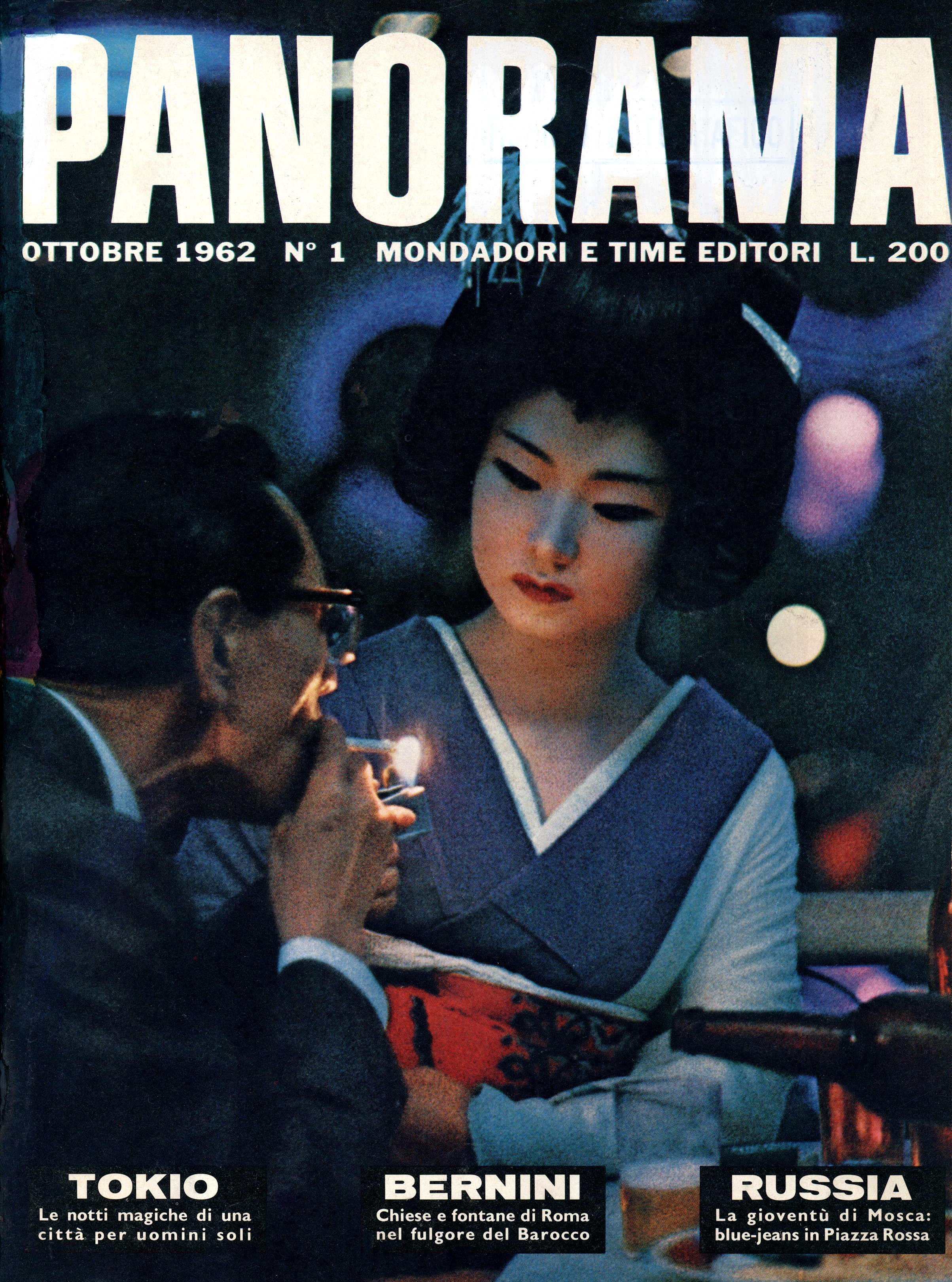
No 1, octobre 1962.

Panorama est un magazine hebdomadaire italien d'information générale, à la ligne éditoriale progressivement ancrée à droite. Son premier numéro a été publié en 1962.

## Historique
Il est créé en 1962 par l'éditeur milanais Mondadori, mais le titre reprend celui d’une publication de la fin des années 1930, qui s’est interrompue sous le régime fasciste italien.
Depuis 1990, cet éditeur, Mondadori, passe sous le contrôle de la famille du magnat  Silvio Berlusconi, peu de temps avant que celui-ci ne se lance en politique. Plusieurs journalistes et membres de l’encadrement, dont le rédacteur en chef partent. Un nouveau rédacteur en chef, Andrea Monti, est nommé qui défend un positionnement de centre-droit : « Nous avons dû supporter la perte éventuelle des lecteurs les plus radicaux. La solution est simple : le journal ne doit être ni d'un côté ni de l'autre, mais un cran au-dessus ». Des Unes anti-Berlusconi sont même publiées lorsque celui-ci, ' 'Il Cavaliere' ', devient  premier ministre au milieu des années 1990.
Mais fin octobre 1996, Andrea Monti doit démissionner de l’équipe du périodique. En mars 1997, les tensions entre la direction du journal et la rédaction s'aggravent, cette dernière se plaignant de « l'utilisation de collaborateurs externes ». Lorsque Silvio Berlusconi  reconquiert le pouvoir en Italie dans les années 2000, des organes de presse étrangers tels que le quotidien britannique ' 'The Guardian' ' ou le quotidien français ' 'Le Monde' ' relèvent des attaques incessantes dans cet hebdomadaire italien, comme dans d’autres médias détenus par Berlusconi, contre les leaders de l'opposition à son mouvement, et contre les différentes voix critiques,.
Le 1er novembre 2018, le périodique est vendu à la société éditrice d’un quotidien italien, ' 'La Verità ' '. Le nouveau rédacteur en chef devient Maurizio Belpietro, directeur et éditeur de  ' 'La Verità (en)' '.

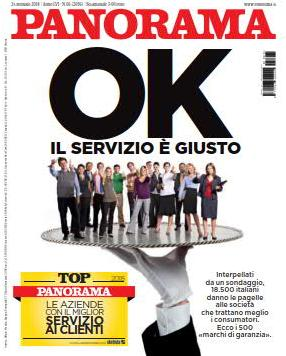
Panorama cover, Mondadori Jenuary 2018.

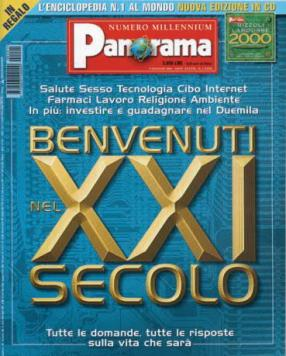
Panorama cover, Mondadori 2004.